# Narynkol
Narynkol är en ort i Kazakstan.   Den ligger i oblystet Almaty, i den sydöstra delen av landet, 1 100 km sydost om huvudstaden Astana. Narynkol ligger 1 817 meter över havet och antalet invånare är 7 731.
Terrängen runt Narynkol är varierad. Runt Narynkol är det glesbefolkat, med 15 invånare per kvadratkilometer. Det finns inga andra samhällen i närheten. Trakten runt Narynkol består till största delen av jordbruksmark.